# Tsumkwe
Tsumkwe je naselje u Namibiji koje ima oko 500 stanovnika.
Mjesto se nalazi 60 kilometara zapadno od granice s Bocvanom i 200 kilometara istočno od Grootfonteina. U mjestu je razvijena poljoprivreda i lončarstvo.                                             

## Poznate osobe
- N!xau, namibijski farmer i glumac